# Paullicorticium crassiusculum
Paullicorticium crassiusculum är en svampart som beskrevs av Hjortstam 2007. Paullicorticium crassiusculum ingår i släktet Paullicorticium och familjen Hydnaceae.   Inga underarter finns listade i Catalogue of Life.